# Équipe d'Algérie de football en 2021
 (janvier 2024).
Si vous disposez d'ouvrages ou d'articles de référence ou si vous connaissez des sites web de qualité traitant du thème abordé ici, merci de compléter l'article en donnant les références utiles à sa vérifiabilité et en les liant à la section « Notes et références ».
Maillots
Actualités
En 2021, l'équipe d'Algérie de football participe aux qualifications à la CAN 2021 et aux éliminatoires de la Coupe du monde 2022.

## Déroulement de la saison

### Objectifs de saison
L'objectif principal pour cette saison 2021, fixé par la Fédération algérienne de football, est de se qualifier pour le prochain tour des Éliminatoires de la Coupe du monde 2022.

### Résumé de la saison
Au début de cette année et après la qualification à la Coupe d'Afrique des nations 2021 au mois de novembre passé, les verts ont déterminé ces deux matchs face à la Zambie et Botswana dans le compte de la 5ème et la 6ème journée des qualifications à la CAN. Le premier match s'est déroulé le 25 mars 2021 au National Heroes Stadium à Lusaka. L'Équipe nationale a été contrainte de se contenté d'un seul point dans ce match face à la Zambie (3-3) avec deux buts de la part d'Islam Slimani et un autre de Rachid Ghezzal. Malgré un arbitrage scandaleux du comorien Adelaïd, I'EN, a pu enchaîner avec un 23 ème match sans défaite sous la houlette de Djamel Belmadi. Quatre jours plus tard, les fennecs ont retrouvé Les zèbres de Botswana au Stade Mustapha Tchaker de Blida, le match s'est terminé avec un score lourd de (5-0), Aïssa Mandi ouvre le score pour les verts après un coup franc de Riyad Mahrez renvoyé par le gardien. Ensuite, un beau centre de Mahrez pour Feghouli s'est terminé par un joli but de la tête, puis Belaïli entre et offre au Fennecs un penalty transformé par Riyad Mahrez, Youcef ne s’arrête pas là, mais offre deux autres buts à Baghdad Bounedjah et Farid Boulaya qui marque son premier but en sélection. Ainsi, l'équipe nationale termine les qualifications en tête du groupe H avec une meilleure attaque (19 buts).
Dans le cadre des dates FIFA du mois de juin, il était prévu que les Verts débutent les Éliminatoires de la Coupe du monde 2022 avant qu'elles ne soient reportées par CAF pour des raisons d'organisation. À la suite de cette décision, la FAF a programmé trois matches préparatoires contre la Mauritanie, le Mali et la Tunisie.

Le premier match s'est deroulé le 3 juin 2021 en Algérie au Stade Mustapha Tchaker de Blida face a la Mauritanie et s'est soldé par un score de (4-1) en faveur des fennecs. Sofiane Feghouli a marqué le premier but avant que Sidi Yacoub n'égalise le score pour Les Mourabitounes. Trois minutes après Sofiane Feghouli est de retour et marque le deuxième but.

Quant aux deux derniers buts, ils ont été inscrits par Adam Ounas et Baghdad Bounedjah après leur entrée en jeu.

Concernant le deuxième match contre le Mali, il a eu lieu trois jours plus tard dans le même stade et s'est terminé par un résultat de (1-0) en faveur des Verts. Le but a été signé par Riyad Mahrez après une magnifique passe de Youcef Belaïli.

Et pour mettre fin à ce stage, les Verts se sont rendus en Tunisie pour affronter les Aigles de Carthage le 11 juin 2021 au Stade olympique de Radès, le derby s'est terminé par une victoire des Verts (2-0). Un score réalisé par Baghdad Bounedjah et Riyad Mahrez.
 
Avec ces trois victoires, les Verts ont atteint un total de 27 matches sans défaite, en battant le record africain détenu par la Côte d'Ivoire.
Au début des Éliminatoires de la Coupe du monde 2022, Les Verts ont accueilli le 2 septembre 2021 le Djibouti au Stade Mustapha Tchaker de Blida.
 
Le match s'est terminé avec un score lourd de (8-0). Quatre buts ont été marqués par Islam Slimani, une première dans sa carrière internationale.
Le reste des buts ont été marqués par Ramy Bensebaini, Baghdad Bounedjah sur penalty, Riyad Mahrez et Ramiz Zerrouki qui marque pour la première fois depuis qu'il joue avec la sélection.
 
Cinq jours plus tard, à la deuxième journée des éliminatoires contre les étalons burkinabais, le match s'est joué à Marrakech au Maroc en raison d'une indisponibilité de stade au Burkina Faso.
Cette rencontre a été difficile, et a connu dans la seconde période une baisse de performance de la part de l'équipe algérienne ce qui lui a coûté un but naïf après qu'elle a été dominante et en avance sur le résultat en première mi-temps. Ainsi, les Verts n'ont pas pu revenir avec les trois points et se sont contentés d'un seul but marqué par Sofiane Feghouli après une magnifique passe d'Islam Slimani.
Et donc la rencontre s'est terminée par un match nul avec un but partout (1-1).
Un mois plus tard, Les Guerriers du désert affronta le Niger dans le cadre de la 3ème et de la 4ème journée des Éliminatoires de la Coupe du monde 2022. Respectivement le 8 et le 12 octobre 2021.
Le premier match, joué à domicile au Stade Mustapha Tchaker de Blida, s'est soldé par une lourde victoire (6-1) des Algériens grâce à un doublé de Riyad Mahrez, et un autre d'Islam Slimani, qui lui permet d'ailleurs de battre le record de buts en sélection algérienne d'Abdelhafid Tasfaout (36 buts), et deux buts marqués par les Nigériens contre leur camp.
Le second match, joué cette fois-ci à Niamey au Niger, s'est encore terminé par une assez lourde victoire des Fennecs, puisqu'il se sont imposés avec un score de (4-0). La diffusion de ce match a connu quelques soucis techniques qui n'auront pas permis de voir une bonne partie de la 1ère mi-temps. Les buts sont signés par Riyad Mahrez, Aïssa Mandi, Ismaël Bennacer et Baghdad Bounedjah.
En fin d'année, Les fennecs se sont qualifiés pour le tour suivant des éliminatoires, en disputant deux matches :
La première rencontre a eu lieu le 12 novembre 2021 contre le Djibouti au Stade international du Caire en Égypte car les stades à Djibouti n'étaient pas prêts.  Le match s'est terminé par la victoire des algériens (4-0), Le premier but a été inscrit par Youcef Belaïli. Après avoir obetenu et raté un penalty, Pablo est revenu directement et a marqué un but après un charmant dribble du défenseur. Ensuite, Saïd Benrahma, a réussi à inscrire son premier but avec la sélection d'une manière magnifique, quant aux deux derniers buts ils ont été marqués par une forte frappe de Sofiane Feghouli et une belle tête de la part d'Islam Slimani.

Pour ce qui est du deuxième match contre le Burkina Faso, il était considéré comme le match le plus important à franchir au tour suivant. Car après avoir fait match nul contre le Niger, les verts devaient soit gagner ou bien faire un match nul. Heureusement pour eux, le match s'est terminé sur deux buts partout (2-2), la rencontre fut très enthousiaste en grande partie grâce à la présence des supporters algériens qui étaient absents des tribunes depuis deux ans.
Le stade entier trembla à la suite du premier but marqué par Riyad Mahrez, puis l'adversaire a égalisé le score. Les encouragementsse poursuiverent, jusqu'à ce que Sofiane Feghouli marque le deuxième but qui a libéré les supporters. Mais à la fin du match les étalons  ont égalisé le score une seconde fois.
pour que l'Algérie se qualifie pour les matchs barrage.
 
Avec ce match, les Verts ont :
 
- Terminé le deuxième tour des éliminatoires avec une meilleure attaque (25 buts).
 
- Islam Slimani le buteur avec 7 buts.
 
- Atteint 33 matches sans défaite depuis novembre 2018.
Cette année 2021 voit les premières sélections de Houcine Benayada, Ramiz Zerrouki, Naoufel Khacef, Ahmed Touba, Adem Zorgane et Mohamed El Amine Amoura .

### Classement FIFA 2021
Le tableau ci-dessous présente les coefficients mensuels de l'équipe d'Algérie publiés par la FIFA durant l'année 2021.
| Mois | Janvier | Février | Mars | Avril | Mai | Juin | Juillet | Août | Septembre | Octobre | Novembre | Décembre |
| Rang | 31      | 31      | 31   | 33    | 33  | 33   | 33      | 30   | 30        | 30      | 32       | 29       |

### Classement de la CAF
Le tableau ci-dessous présente les coefficients mensuels de l'équipe d'Algérie dans la CAF publiés par la FIFA durant l'année 2021.
| Mois | Janvier | Février | Mars | Avril | Mai | Juin | Juillet | Août | Septembre | Octobre | Novembre | Décembre |
| Rang | 3       | 3       | 3    | 4     | 4   | 4    | 4       | 3    | 3         | 4       | 4        | 3        |

### Bilan
| Rang | Équipe  | Pts | J  | G | N | P | Bp | Bc | Diff |
| ---- | ------- | --- | -- | - | - | - | -- | -- | ---- |
| #    | Algérie | 27  | 11 | 8 | 3 | 0 | 40 | 8  | +32  |

## Joueurs et encadrement

### Appelés récemment
Les joueurs suivants ne font pas partie du dernier groupe appelé mais ont été retenus en équipe nationale lors des 12 derniers mois.
Les joueurs qui comportent le signe , sont blessés au moment de la dernière convocation, et qui comportent le signe RET sont retraité.
| Nom                   | Date de Naissance | Sél. | Buts | Club                  | Dernier appel                     |
| --------------------- | ----------------- | ---- | ---- | --------------------- | --------------------------------- |
| Azzedine Doukha       | 5 août 1986       | 13   | 0    | JS Kabylie            | vs Tunisie, 11 juin 2021          |
| Abderrahmane Medjadel | 1er juillet 1998  | 0    | 0    | Paradou AC            | vs Niger, 12 octobre 2021         |
| Défenseurs            |                   |      |      |                       |                                   |
| Naoufel Khacef        | 27 octobre 1997   | 2    | 0    | CD Tondela            | vs Burkina Faso, 7 septembre 2021 |
| Abdel Medioub         | 28 août 1997      | 1    | 0    | Girondins de Bordeaux | vs Niger, 12 octobre 2021         |
| Mehdi Zeffane         | 19 mai 1992       | 19   | 0    | Krylia Sovetov Samara | vs Niger, 12 octobre 2021         |
| Mohamed Farès         | 15 février 1996   | 12   | 0    | Genoa CFC             | vs Niger, 12 octobre 2021         |
| Milieux               |                   |      |      |                       |                                   |
| Zinedine Ferhat       | 1er mars 1993     | 12   | 0    | Nîmes Olympique       | vs Tunisie, 11 juin 2021          |
| Adlène Guedioura      | 12 novembre 1985  | 61   | 2    | Sheffield United      | vs Tunisie, 11 juin 2021          |
| Mehdi Abeid           | 6 août 1992       | 19   | 1    | Al Nasr Dubaï         | vs Tunisie, 11 juin 2021          |
| Mehdi Zerkane         | 15 juillet 1999   | 1    | 0    | Girondins de Bordeaux | vs Tunisie, 11 juin 2021          |
| Rachid Ghezzal        | 9 mai 1992        | 19   | 2    | Beşiktaş JK           | vs Burkina Faso, 7 septembre 2021 |
| Ilan Kebbal           | 10 juillet 1998   | 0    | 0    | Stade de Reims        | vs Niger, 12 octobre 2021         |
| Hicham Boudaoui       | 23 septembre 1999 | 10   | 0    | OGC Nice              | vs Niger, 12 octobre 2021         |
| Attaquants            |                   |      |      |                       |                                   |
| Oussama Darfalou      | 29 septembre 1993 | 2    | 0    | Vitesse Arnhem        | vs Botswana, 29 mars 2021         |
| Hillal Soudani        | 25 novembre 1987  | 52   | 23   | Damac FC              | vs Botswana, 29 mars 2021         |
| Andy Delort           | 9 octobre 1991    | 11   | 2    | OGC Nice              | vs Burkina Faso, 7 septembre 2021 |

## Matchs
| Date             | Stade, Ville, Pays                            | Adversaire   | Score | Compétition | Buteurs algériens :                                                                           | Classement Fifa |
| ---------------- | --------------------------------------------- | ------------ | ----- | ----------- | --------------------------------------------------------------------------------------------- | --------------- |
| 25 mars 2021     | National Heroes Stadium Lusaka, Zambie        | Zambie       | 3 - 3 | QCAN 2021   | Ghezzal 19e, Slimani 25e 55e                                                                  | 31e             |
| 29 mars 2021     | Stade Mustapha Tchaker Blida, Algérie         | Botswana     | 5 - 0 | QCAN 2021   | Mandi 24e, Feghouli 58e, Mahrez 64e (pen.), Bounedjah 72e, Boulaya 88e                        | 31e             |
| 3 juin 2021      | Stade Mustapha Tchaker Blida, Algérie         | Mauritanie   | 4 - 1 | A           | Feghouli 41e 59e, Ounas 61e, Bounedjah 71e                                                    | 33e             |
| 6 juin 2021      | Stade Mustapha Tchaker Blida, Algérie         | Mali         | 1 - 0 | A           | Mahrez 58e                                                                                    | 33e             |
| 11 juin 2021     | Stade olympique de Radès Tunis, Tunisie       | Tunisie      | 0 - 2 | A           | Bounedjah 19e, Mahrez 28e                                                                     | 33e             |
| 2 septembre 2021 | Stade Mustapha Tchaker Blida, Algérie         | Djibouti     | 8 - 0 | QCDM 2022   | Slimani 5e 25e (pen.) 46e 53e, Bensebaini 26e, Bounedjah 39e (pen.), Mahrez 67e, Zerrouki 69e | 30e             |
| 7 septembre 2021 | Grand stade de Marrakech Marrakech, Maroc     | Burkina Faso | 1 - 1 | QCDM 2022   | Feghouli 18e                                                                                  | 30e             |
| 8 octobre 2021   | Stade Mustapha Tchaker Blida, Algérie         | Niger        | 6 - 1 | QCDM 2022   | Mahrez 27e (c.f) 60e (pen.), Oumarou 47e (csc), Souleymane 70e (csc), Slimani 76e 88e         | 30e             |
| 12 octobre 2021  | Stade Général-Seyni-Kountché Niamey, Niger    | Niger        | 0 - 4 | QCDM 2022   | Mahrez 21e, Mandi 34e, Bennacer 48e, · Bounedjah 55e                                          | 30e             |
| 12 novembre 2021 | Stade international du Caire Le Caire, Égypte | Djibouti     | 0 - 4 | QCDM 2022   | Belaïli 29e, Benrahma 40e, Feghouli 42e, · Slimani 86e                                        | 30e             |
| 16 novembre 2021 | Stade Mustapha Tchaker Blida, Algérie         | Burkina Faso | 2 - 2 | QCDM 2022   | Mahrez 21e, Feghouli 68e                                                                      | 30e             |

Légende: A : Match amical / QCAN 2021 : Qualifications à la Coupe d'Afrique des nations de football 2021 / QCDM 2022 : Éliminatoires de la Coupe du monde de football 2022

## Matchs Préparation
| Titulaires : |  |
| |  |
| 16 • Alexandre Oukidja · 5 • Abdelkader Bedrane · 24 • Ahmed Touba 76e 68e · 20 • Youcef Atal · 3 • Ayoub Abdellaoui 76e · 12 • Haris Belkebla · 27 • Farid Boulaya 59e · 10 • Sofiane Feghouli · 6 • Zinedine Ferhat 68e · 28 • Rachid Ghezzal 68e · 13 • Islam Slimani 59e · |  |
| Remplaçants : |  |
| 11 • Adam Ounas 59e · 9 • Baghdad Bounedjah 59e · 8 • Youcef Belaïli 68e · 22 • Saïd Benrahma 68e · 4 • Djamel Benlamri 76e · 21 • Ramy Bensebaini 76e 80e · |  |
| Sélectionneur : |  |
| Djamel Belmadi |  |

| Titulaires : |  |
| |  |
| 16 • Namori Diaw · 2 • Moustapha Diaw 45e 23e · 15 • Bakary N'Diaye · 25 • El Hassen Houeibib · 3 • Houssen Abderrahmane · 13 • Diadié Diarra 45e · 19 • Ibréhima Coulibaly 45e · 24 • Sidi Yacoub · 18 • Moctar Sidi El Hacen 66e · 27 • Aboubakar Kamara 84e · 9 • Hemeya Tanjy · |  |
| Remplaçants : |  |
| 6 • Khassa Camara 45e 50e · 5 • Abdoul Bâ 45e · 4 • Harouna Abou Demba 45e 61e · 10 • Adama Ba 61e · 20 • Almike N'Diaye 66e · 8 • Amadou Niass 84e · |  |
| Sélectionneur : |  |
| Corentin Martins |  |

| Titulaires : |  |
| |  |
| 16 • Alexandre Oukidja · 5 • Abdelkader Bedrane · 24 • Ahmed Touba 76e 68e · 20 • Youcef Atal · 3 • Ayoub Abdellaoui 76e · 12 • Haris Belkebla · 27 • Farid Boulaya 59e · 10 • Sofiane Feghouli · 6 • Zinedine Ferhat 68e · 28 • Rachid Ghezzal 68e · 13 • Islam Slimani 59e · |  |
| Remplaçants : |  |
| 11 • Adam Ounas 59e · 9 • Baghdad Bounedjah 59e · 8 • Youcef Belaïli 68e · 22 • Saïd Benrahma 68e · 4 • Djamel Benlamri 76e · 21 • Ramy Bensebaini 76e 80e · |  |
| Sélectionneur : |  |
| Djamel Belmadi |  |

| Titulaires : |  |
| |  |
| 16 • Namori Diaw · 2 • Moustapha Diaw 45e 23e · 15 • Bakary N'Diaye · 25 • El Hassen Houeibib · 3 • Houssen Abderrahmane · 13 • Diadié Diarra 45e · 19 • Ibréhima Coulibaly 45e · 24 • Sidi Yacoub · 18 • Moctar Sidi El Hacen 66e · 27 • Aboubakar Kamara 84e · 9 • Hemeya Tanjy · |  |
| Remplaçants : |  |
| 6 • Khassa Camara 45e 50e · 5 • Abdoul Bâ 45e · 4 • Harouna Abou Demba 45e 61e · 10 • Adama Ba 61e · 20 • Almike N'Diaye 66e · 8 • Amadou Niass 84e · |  |
| Sélectionneur : |  |
| Corentin Martins |  |

| Titulaires : |  |
| |  |
| 23 • Raïs M'Bolhi · 2 • Aïssa Mandi · 4 • Djamel Benlamri 67e · 18 • Mehdi Zeffane · 21 • Ramy Bensebaini · 26 • Ramiz Zerrouki 85e · 17 • Adlène Guedioura 69e 65e · 14 • Hicham Boudaoui 45e · 7 • Riyad Mahrez 85e 45e · 8 • Youcef Belaïli 69e · 9 • Baghdad Bounedjah · |  |
| Remplaçants : |  |
| 13 • Islam Slimani 45e · 11 • Adam Ounas 69e 81e · 12 • Haris Belkebla 69e · 6 • Zinedine Ferhat 81e · 19 • Mehdi Abeid 85e · 22 • Saïd Benrahma 85e · |  |
| Sélectionneur : |  |
| Djamel Belmadi |  |

| Titulaires : |  |
| |  |
| 16 • Djigui Diarra · 2 • Hamari Traoré 76e 59e · 6 • Charles Traoré · 15 • Mamadou Fofana · 5 • Boubakar Kouyaté · 4 • Amadou Haidara 80e 43e · 18 • Aliou Dieng · 19 • Moussa Djenepo 81e 67e · 20 • Sékou Koïta 76e · 11 • Lassana Coulibaly 85e · 9 • El Bilal Touré 90e 27e · |  |
| Remplaçants : |  |
| 17 • Falaye Sacko 76e · 21 • Adama N. Traoré 76e · 14 • Adama M. Traoré 80e · 7 • Moussa Doumbia 81e · 12 • Mohamed Camara 85e · 10 • Kalifa Coulibaly 90e · |  |
| Sélectionneur : |  |
| Mohamed Magassouba |  |

| Titulaires : |  |
| |  |
| 23 • Raïs M'Bolhi · 2 • Aïssa Mandi · 4 • Djamel Benlamri 67e · 18 • Mehdi Zeffane · 21 • Ramy Bensebaini · 26 • Ramiz Zerrouki 85e · 17 • Adlène Guedioura 69e 65e · 14 • Hicham Boudaoui 45e · 7 • Riyad Mahrez 85e 45e · 8 • Youcef Belaïli 69e · 9 • Baghdad Bounedjah · |  |
| Remplaçants : |  |
| 13 • Islam Slimani 45e · 11 • Adam Ounas 69e 81e · 12 • Haris Belkebla 69e · 6 • Zinedine Ferhat 81e · 19 • Mehdi Abeid 85e · 22 • Saïd Benrahma 85e · |  |
| Sélectionneur : |  |
| Djamel Belmadi |  |

| Titulaires : |  |
| |  |
| 16 • Djigui Diarra · 2 • Hamari Traoré 76e 59e · 6 • Charles Traoré · 15 • Mamadou Fofana · 5 • Boubakar Kouyaté · 4 • Amadou Haidara 80e 43e · 18 • Aliou Dieng · 19 • Moussa Djenepo 81e 67e · 20 • Sékou Koïta 76e · 11 • Lassana Coulibaly 85e · 9 • El Bilal Touré 90e 27e · |  |
| Remplaçants : |  |
| 17 • Falaye Sacko 76e · 21 • Adama N. Traoré 76e · 14 • Adama M. Traoré 80e · 7 • Moussa Doumbia 81e · 12 • Mohamed Camara 85e · 10 • Kalifa Coulibaly 90e · |  |
| Sélectionneur : |  |
| Mohamed Magassouba |  |

| Titulaires : |  |
| |  |
| 40 • Mouez Hassen · 4 • Yassine Meriah · 6 • Dylan Bronn 63e 25e · 20 • Mohamed Dräger 90e · 5 • Oussama Haddadi 45e · 28 • Aïssa Laïdouni · 17 • Ellyes Skhiri · 15 • Mohamed Ali Ben Romdhane 45e · 25 • Anis Ben Slimane 62e · 23 • Naïm Sliti 78e · 10 • Wahbi Khazri 74e 42e · |  |
| Remplaçants : |  |
| 12 • Ali Maaloul 45e · 24 • Hamza Rafia 45e · 8 • Saîf-Eddine Khaoui 62e · 3 • Montassar Talbi 63e · 11 • Seifeddine Jaziri 74e · 14 • Hannibal Mejbri 78e · |  |
| Sélectionneur : |  |
| Mondher Kebaier |  |

| Titulaires : |  |
| |  |
| 23 • Raïs M'Bolhi 45e · 2 • Aïssa Mandi · 4 • Djamel Benlamri 78e · 20 • Youcef Atal 58e · 21 • Ramy Bensebaini · 26 • Ramiz Zerrouki 82e · 12 • Haris Belkebla · 10 • Sofiane Feghouli 89e · 7 • Riyad Mahrez 89e 85e · 8 • Youcef Belaïli 82e 74e · 9 • Baghdad Bounedjah 60e · |  |
| Remplaçants : |  |
| 13 • Islam Slimani 60e · 11 • Adam Ounas 82e · 17 • Adlène Guedioura 82e 88e · 19 • Mehdi Abeid 89e · 28 • Rachid Ghezzal 89e · |  |
| Sélectionneur : |  |
| Djamel Belmadi |  |

| Titulaires : |  |
| |  |
| 40 • Mouez Hassen · 4 • Yassine Meriah · 6 • Dylan Bronn 63e 25e · 20 • Mohamed Dräger 90e · 5 • Oussama Haddadi 45e · 28 • Aïssa Laïdouni · 17 • Ellyes Skhiri · 15 • Mohamed Ali Ben Romdhane 45e · 25 • Anis Ben Slimane 62e · 23 • Naïm Sliti 78e · 10 • Wahbi Khazri 74e 42e · |  |
| Remplaçants : |  |
| 12 • Ali Maaloul 45e · 24 • Hamza Rafia 45e · 8 • Saîf-Eddine Khaoui 62e · 3 • Montassar Talbi 63e · 11 • Seifeddine Jaziri 74e · 14 • Hannibal Mejbri 78e · |  |
| Sélectionneur : |  |
| Mondher Kebaier |  |

| Titulaires : |  |
| |  |
| 23 • Raïs M'Bolhi 45e · 2 • Aïssa Mandi · 4 • Djamel Benlamri 78e · 20 • Youcef Atal 58e · 21 • Ramy Bensebaini · 26 • Ramiz Zerrouki 82e · 12 • Haris Belkebla · 10 • Sofiane Feghouli 89e · 7 • Riyad Mahrez 89e 85e · 8 • Youcef Belaïli 82e 74e · 9 • Baghdad Bounedjah 60e · |  |
| Remplaçants : |  |
| 13 • Islam Slimani 60e · 11 • Adam Ounas 82e · 17 • Adlène Guedioura 82e 88e · 19 • Mehdi Abeid 89e · 28 • Rachid Ghezzal 89e · |  |
| Sélectionneur : |  |
| Djamel Belmadi |  |

## Qualifications à la Coupe d'Afrique 2021

### Groupe H
| Rang | Équipe   | Pts | J | G | N | P | Bp | Bc | Diff |  | Résultats (▼ dom., ► ext.) |     |     |     |     |
| ---- | -------- | --- | - | - | - | - | -- | -- | ---- |  | -------------------------- | --- | --- | --- | --- |
| 1    | Algérie  | 14  | 6 | 4 | 2 | 0 | 19 | 6  | +13  |  | Algérie                    |     | 3-1 | 5-0 | 5-0 |
| 2    | Zimbabwe | 8   | 6 | 2 | 2 | 1 | 6  | 6  | 0    |  | Zimbabwe                   | 2-2 |     | 0-2 | 0-0 |
| 3    | Zambie   | 7   | 6 | 1 | 1 | 3 | 6  | 12 | -6   |  | Zambie                     | 3-3 | 1-2 |     | 2-1 |
| 4    | Botswana | 4   | 6 | 1 | 1 | 4 | 2  | 9  | -7   |  | Botswana                   | 0-1 | 0-1 | 1-0 |     |

| Titulaires : |  |
| |  |
| 1 • Cyril Chibwe · 4 • Adrian Chama · 5 • Luka Banda 31e · 14 • Kabaso Chongo 93e · 10 • Augustine Mulenga 71e · 19 • Nathan Sinkala 30e · 11 • Enock Mwepu · 17 • Clatous Chama 71e · 6 • Benson Sakala · 22 • Gamphani Lungu 62e · 20 • Patson Daka 45e · |  |
| Remplaçants : |  |
| 13 • Rodrick Kabwe 30e · 8 • Lubambo Musonda 31e · 12 • Moses Phiri 62e · 2 • Spencer Sautu 71e · 15 • Collins Sikombe 71e · |  |
| Sélectionneur : |  |
| Milutin Sredojevic |  |

| Titulaires : |  |
| |  |
| 23 • Raïs M'Bolhi · 3 • Mehdi Tahrat · 4 • Djamel Benlamri · 2 • Houcine Benayada · 5 • Ayoub Abdellaoui · 17 • Adlène Guedioura 60e · 19 • Mehdi Abeid 60e · 7 • Rachid Ghezzal 46e · 10 • Youcef Belaïli 35e · 13 • Islam Slimani 91e · 9 • Baghdad Bounedjah 67e · |  |
| Remplaçants : |  |
| 15 • Hillal Soudani 46e · 8 • Ramiz Zerrouki 60e · 12 • Haris Belkebla 60e · 11 • Farid Boulaya 67e · 14 • Oussama Darfalou 91e · |  |
| Sélectionneur : |  |
| Djamel Belmadi |  |

| Titulaires : |  |
| |  |
| 1 • Cyril Chibwe · 4 • Adrian Chama · 5 • Luka Banda 31e · 14 • Kabaso Chongo 93e · 10 • Augustine Mulenga 71e · 19 • Nathan Sinkala 30e · 11 • Enock Mwepu · 17 • Clatous Chama 71e · 6 • Benson Sakala · 22 • Gamphani Lungu 62e · 20 • Patson Daka 45e · |  |
| Remplaçants : |  |
| 13 • Rodrick Kabwe 30e · 8 • Lubambo Musonda 31e · 12 • Moses Phiri 62e · 2 • Spencer Sautu 71e · 15 • Collins Sikombe 71e · |  |
| Sélectionneur : |  |
| Milutin Sredojevic |  |

| Titulaires : |  |
| |  |
| 23 • Raïs M'Bolhi · 3 • Mehdi Tahrat · 4 • Djamel Benlamri · 2 • Houcine Benayada · 5 • Ayoub Abdellaoui · 17 • Adlène Guedioura 60e · 19 • Mehdi Abeid 60e · 7 • Rachid Ghezzal 46e · 10 • Youcef Belaïli 35e · 13 • Islam Slimani 91e · 9 • Baghdad Bounedjah 67e · |  |
| Remplaçants : |  |
| 15 • Hillal Soudani 46e · 8 • Ramiz Zerrouki 60e · 12 • Haris Belkebla 60e · 11 • Farid Boulaya 67e · 14 • Oussama Darfalou 91e · |  |
| Sélectionneur : |  |
| Djamel Belmadi |  |

| Titulaires : |  |
| |  |
| 16 • Alexandre Oukidja · 2 • Aïssa Mandi 71e · 4 • Djamel Benlamri 78e · 18 • Mehdi Zeffane · 21 • Ramy Bensebaini · 19 • Ramiz Zerrouki · 22 • Ismaël Bennacer 61e 30e · 10 • Sofiane Feghouli 77e · 20 • Saïd Benrahma 61e · 7 • Riyad Mahrez · 13 • Islam Slimani 61e · |  |
| Remplaçants : |  |
| 11 • Farid Boulaya 61e · 8 • Youcef Belaïli 61e · 9 • Baghdad Bounedjah 61e · 26 • Abdelkader Bedrane 71e · 24 • Naoufel Khacef 78e · |  |
| Sélectionneur : |  |
| Djamel Belmadi |  |

| Titulaires : |  |
| |  |
| 1 • Kabelo Dembe · 5 • Simisani Mathumo 17e · 3 • Thatayaone Ditlhokwe · 2 • Tshepo Maikano · 14 • Onkarabile Ratanang 11e · 6 • Gape Gaogangwe · 17 • Thero Setsile · 8 • Kutlwelo Mpolokang 55e · 15 • Mothusi Cooper · 13 • Kabamelo Kebaikanye · 10 • Onkabetse Makgantai 55e · |  |
| Remplaçants : |  |
| 11 • Mogakolodi Ngele 55e · 7 • Thatayaone Kgamanyane 55e · |  |
| Sélectionneur : |  |
| Adel Amrouche |  |

| Titulaires : |  |
| |  |
| 16 • Alexandre Oukidja · 2 • Aïssa Mandi 71e · 4 • Djamel Benlamri 78e · 18 • Mehdi Zeffane · 21 • Ramy Bensebaini · 19 • Ramiz Zerrouki · 22 • Ismaël Bennacer 61e 30e · 10 • Sofiane Feghouli 77e · 20 • Saïd Benrahma 61e · 7 • Riyad Mahrez · 13 • Islam Slimani 61e · |  |
| Remplaçants : |  |
| 11 • Farid Boulaya 61e · 8 • Youcef Belaïli 61e · 9 • Baghdad Bounedjah 61e · 26 • Abdelkader Bedrane 71e · 24 • Naoufel Khacef 78e · |  |
| Sélectionneur : |  |
| Djamel Belmadi |  |

| Titulaires : |  |
| |  |
| 1 • Kabelo Dembe · 5 • Simisani Mathumo 17e · 3 • Thatayaone Ditlhokwe · 2 • Tshepo Maikano · 14 • Onkarabile Ratanang 11e · 6 • Gape Gaogangwe · 17 • Thero Setsile · 8 • Kutlwelo Mpolokang 55e · 15 • Mothusi Cooper · 13 • Kabamelo Kebaikanye · 10 • Onkabetse Makgantai 55e · |  |
| Remplaçants : |  |
| 11 • Mogakolodi Ngele 55e · 7 • Thatayaone Kgamanyane 55e · |  |
| Sélectionneur : |  |
| Adel Amrouche |  |

## Qualifications pour la Coupe du monde 2022

### Groupe A
| Rang | Équipe       | Pts | J | G | N | P | Bp | Bc | Diff |  | Résultats (▼ dom., ► ext.) |     |     |     |     |
| ---- | ------------ | --- | - | - | - | - | -- | -- | ---- |  | -------------------------- | --- | --- | --- | --- |
| 1    | Algérie      | 14  | 6 | 4 | 2 | 0 | 25 | 4  | +21  |  | Algérie                    |     | 2-2 | 6-1 | 8-0 |
| 2    | Burkina Faso | 12  | 6 | 3 | 3 | 0 | 12 | 4  | +8   |  | Burkina Faso               | 1-1 |     | 1-1 | 2-0 |
| 3    | Niger        | 7   | 6 | 2 | 1 | 3 | 13 | 17 | -4   |  | Niger                      | 0-4 | 0-2 |     | 7-2 |
| 4    | Djibouti     | 0   | 6 | 0 | 0 | 6 | 4  | 29 | -25  |  | Djibouti                   | 0-4 | 0-4 | 2-4 |     |

| Titulaires : |  |
| |  |
| 23 • Raïs M'Bolhi · 2 • Aïssa Mandi · 4 • Djamel Benlamri 61e 34e · 18 • Mehdi Zeffane · 21 • Ramy Bensebaini · 6 • Ramiz Zerrouki 70e · 22 • Ismaël Bennacer 46e · 7 • Riyad Mahrez · 8 • Youcef Belaïli 61e · 9 • Baghdad Bounedjah 61e · 13 • Islam Slimani · |  |
| Remplaçants : |  |
| 14 • Hicham Boudaoui 46e · 20 • Saïd Benrahma 61e · 5 • Ahmed Touba 61e · 15 • Andy Delort 61e · 19 • Adem Zorgane 70e · |  |
| Sélectionneur : |  |
| Djamel Belmadi |  |

| Titulaires : |  |
| |  |
| 12 • Innocent Hankuye · 4 • Daoud Wais · 15 • Youssouf Batio 23e · 14 • Mohamed Bourhan · 3 • Ali Youssouf Farada · 16 • Fouad Moussa · 5 • Abdi Idleh Hamza 72e · 6 • Warsama Hassan 82e · 13 • Mahamoud Elabeh 72e · 9 • Mahdi Houssein Mahabeh 82e · 18 • Samuel Akinbinu 30e · |  |
| Remplaçants : |  |
| 2 • Yabe Siad Isman 30e · 20 • Kendid Abdulaziz 72e · 11 • Haroun Kadamy 72e · 7 • Sabri Ali 82e · 23 • Omar Aboubaker 82e · |  |
| Sélectionneur : |  |
| Julien Mette |  |

| Titulaires : |  |
| |  |
| 23 • Raïs M'Bolhi · 2 • Aïssa Mandi · 4 • Djamel Benlamri 61e 34e · 18 • Mehdi Zeffane · 21 • Ramy Bensebaini · 6 • Ramiz Zerrouki 70e · 22 • Ismaël Bennacer 46e · 7 • Riyad Mahrez · 8 • Youcef Belaïli 61e · 9 • Baghdad Bounedjah 61e · 13 • Islam Slimani · |  |
| Remplaçants : |  |
| 14 • Hicham Boudaoui 46e · 20 • Saïd Benrahma 61e · 5 • Ahmed Touba 61e · 15 • Andy Delort 61e · 19 • Adem Zorgane 70e · |  |
| Sélectionneur : |  |
| Djamel Belmadi |  |

| Titulaires : |  |
| |  |
| 12 • Innocent Hankuye · 4 • Daoud Wais · 15 • Youssouf Batio 23e · 14 • Mohamed Bourhan · 3 • Ali Youssouf Farada · 16 • Fouad Moussa · 5 • Abdi Idleh Hamza 72e · 6 • Warsama Hassan 82e · 13 • Mahamoud Elabeh 72e · 9 • Mahdi Houssein Mahabeh 82e · 18 • Samuel Akinbinu 30e · |  |
| Remplaçants : |  |
| 2 • Yabe Siad Isman 30e · 20 • Kendid Abdulaziz 72e · 11 • Haroun Kadamy 72e · 7 • Sabri Ali 82e · 23 • Omar Aboubaker 82e · |  |
| Sélectionneur : |  |
| Julien Mette |  |

| Titulaires : |  |
| |  |
| 16 • Hervé Koffi · 3 • Steeve Yago · 14 • Issoufou Dayo · 9 • Issa Kaboré · 21 • Oula Traoré · 6 • Bryan Dabo 86e · 12 • Adama Guira · 17 • Zakaria Sanogo 70e · 15 • Abdoul Tapsoba 81e 15e · 20 • Gustavo Sangaré 76e · 2 • Lassina Traoré 81e · |  |
| Remplaçants : |  |
| 19 • Hassane Bandé 70e · 11 • Mohamed Konaté 81e · 10 • Kouamé Botué 81e · 18 • Ismahila Ouédraogo 86e · |  |
| Sélectionneur : |  |
| Kamou Malo |  |

| Titulaires : |  |
| |  |
| 23 • Raïs M'Bolhi · 2 • Aïssa Mandi · 4 • Djamel Benlamri · 18 • Mehdi Zeffane · 21 • Ramy Bensebaini 59e 22e · 6 • Ramiz Zerrouki 70e · 22 • Ismaël Bennacer · 10 • Sofiane Feghouli 59e · 7 • Riyad Mahrez · 8 • Youcef Belaïli 68e · 13 • Islam Slimani 68e · |  |
| Remplaçants : |  |
| 16 • Naoufel Khacef 59e · 12 • Haris Belkebla 59e · 20 • Saïd Benrahma 68e · 9 • Baghdad Bounedjah 68e · |  |
| Sélectionneur : |  |
| Djamel Belmadi |  |

| Titulaires : |  |
| |  |
| 16 • Hervé Koffi · 3 • Steeve Yago · 14 • Issoufou Dayo · 9 • Issa Kaboré · 21 • Oula Traoré · 6 • Bryan Dabo 86e · 12 • Adama Guira · 17 • Zakaria Sanogo 70e · 15 • Abdoul Tapsoba 81e 15e · 20 • Gustavo Sangaré 76e · 2 • Lassina Traoré 81e · |  |
| Remplaçants : |  |
| 19 • Hassane Bandé 70e · 11 • Mohamed Konaté 81e · 10 • Kouamé Botué 81e · 18 • Ismahila Ouédraogo 86e · |  |
| Sélectionneur : |  |
| Kamou Malo |  |

| Titulaires : |  |
| |  |
| 23 • Raïs M'Bolhi · 2 • Aïssa Mandi · 4 • Djamel Benlamri · 18 • Mehdi Zeffane · 21 • Ramy Bensebaini 59e 22e · 6 • Ramiz Zerrouki 70e · 22 • Ismaël Bennacer · 10 • Sofiane Feghouli 59e · 7 • Riyad Mahrez · 8 • Youcef Belaïli 68e · 13 • Islam Slimani 68e · |  |
| Remplaçants : |  |
| 16 • Naoufel Khacef 59e · 12 • Haris Belkebla 59e · 20 • Saïd Benrahma 68e · 9 • Baghdad Bounedjah 68e · |  |
| Sélectionneur : |  |
| Djamel Belmadi |  |

| Titulaires : |  |
| |  |
| 23 • Raïs M'Bolhi · 2 • Aïssa Mandi · 17 • Abdelkader Bedrane · 20 • Youcef Atal · 3 • Mohamed Farès · 6 • Ramiz Zerrouki 78e 31e · 22 • Ismaël Bennacer 78e · 10 • Sofiane Feghouli 62e · 7 • Riyad Mahrez 78e · 11 • Saïd Benrahma · 9 • Baghdad Bounedjah 67e · |  |
| Remplaçants : |  |
| 8 • Youcef Belaïli 62e · 13 • Islam Slimani 67e · 14 • Hicham Boudaoui 78e · 19 • Adem Zorgane 78e · 21 • Mohamed El Amine Amoura 78e · |  |
| Sélectionneur : |  |
| Djamel Belmadi |  |

| Titulaires : |  |
| |  |
| 16 • Kassaly Daouda · 5 • Abdoul Garba · 4 • Mahamadou Souley 44e · 19 • Hervé Lybohy · 10 • Victorien Adebayor 45e · 23 • Abdoul Madjid Moumouni · 18 • Ousmane Diabaté · 6 • Youssouf Oumarou · 14 • Ali Mohamed 79e · 11 • Mohamed Wonkoye 79e · 3 • Daniel Sosah 73e · |  |
| Remplaçants : |  |
| 2 • Zakari Souleymane 44e · 9 • Abdoul Aziz Ibrahim 73e · 21 • Amadou Sabo 79e · 7 • Issa Djibrilla 79e · |  |
| Sélectionneur : |  |
| Jean-Michel Cavalli |  |

| Titulaires : |  |
| |  |
| 23 • Raïs M'Bolhi · 2 • Aïssa Mandi · 17 • Abdelkader Bedrane · 20 • Youcef Atal · 3 • Mohamed Farès · 6 • Ramiz Zerrouki 78e 31e · 22 • Ismaël Bennacer 78e · 10 • Sofiane Feghouli 62e · 7 • Riyad Mahrez 78e · 11 • Saïd Benrahma · 9 • Baghdad Bounedjah 67e · |  |
| Remplaçants : |  |
| 8 • Youcef Belaïli 62e · 13 • Islam Slimani 67e · 14 • Hicham Boudaoui 78e · 19 • Adem Zorgane 78e · 21 • Mohamed El Amine Amoura 78e · |  |
| Sélectionneur : |  |
| Djamel Belmadi |  |

| Titulaires : |  |
| |  |
| 16 • Kassaly Daouda · 5 • Abdoul Garba · 4 • Mahamadou Souley 44e · 19 • Hervé Lybohy · 10 • Victorien Adebayor 45e · 23 • Abdoul Madjid Moumouni · 18 • Ousmane Diabaté · 6 • Youssouf Oumarou · 14 • Ali Mohamed 79e · 11 • Mohamed Wonkoye 79e · 3 • Daniel Sosah 73e · |  |
| Remplaçants : |  |
| 2 • Zakari Souleymane 44e · 9 • Abdoul Aziz Ibrahim 73e · 21 • Amadou Sabo 79e · 7 • Issa Djibrilla 79e · |  |
| Sélectionneur : |  |
| Jean-Michel Cavalli |  |

| Titulaires : |  |
| |  |
| 16 • Kassaly Daouda · 19 • Hervé Lybohy · 5 • Abdoul Garba · 11 • Mohamed Wonkoye · 23 • Abdoul Madjid Moumouni · 6 • Youssouf Oumarou 81e · 8 • Yussif Moussa 54e · 14 • Ali Mohamed 69e · 18 • Ousmane Diabaté · 10 • Victorien Adebayor · 3 • Daniel Sosah 79e · |  |
| Remplaçants : |  |
| 21 • Amadou Sabo 54e · 12 • Abdoul Darankoum 69e · 20 • Amadou Moutari 79e · |  |
| Sélectionneur : |  |
| Jean-Michel Cavalli |  |

| Titulaires : |  |
| |  |
| 23 • Raïs M'Bolhi · 2 • Aïssa Mandi · 17 • Abdelkader Bedrane · 20 • Youcef Atal 46e 45e · 3 • Mohamed Farès · 6 • Ramiz Zerrouki 68e · 22 • Ismaël Bennacer 68e · 7 • Riyad Mahrez · 8 • Youcef Belaïli · 9 • Baghdad Bounedjah 59e · 13 • Islam Slimani 46e · |  |
| Remplaçants : |  |
| 4 • Houcine Benayada 46e · 10 • Sofiane Feghouli 46e · 21 • Mohamed El Amine Amoura 59e · 14 • Hicham Boudaoui 68e · 19 • Adem Zorgane 68e · |  |
| Sélectionneur : |  |
| Djamel Belmadi |  |

| Titulaires : |  |
| |  |
| 16 • Kassaly Daouda · 19 • Hervé Lybohy · 5 • Abdoul Garba · 11 • Mohamed Wonkoye · 23 • Abdoul Madjid Moumouni · 6 • Youssouf Oumarou 81e · 8 • Yussif Moussa 54e · 14 • Ali Mohamed 69e · 18 • Ousmane Diabaté · 10 • Victorien Adebayor · 3 • Daniel Sosah 79e · |  |
| Remplaçants : |  |
| 21 • Amadou Sabo 54e · 12 • Abdoul Darankoum 69e · 20 • Amadou Moutari 79e · |  |
| Sélectionneur : |  |
| Jean-Michel Cavalli |  |

| Titulaires : |  |
| |  |
| 23 • Raïs M'Bolhi · 2 • Aïssa Mandi · 17 • Abdelkader Bedrane · 20 • Youcef Atal 46e 45e · 3 • Mohamed Farès · 6 • Ramiz Zerrouki 68e · 22 • Ismaël Bennacer 68e · 7 • Riyad Mahrez · 8 • Youcef Belaïli · 9 • Baghdad Bounedjah 59e · 13 • Islam Slimani 46e · |  |
| Remplaçants : |  |
| 4 • Houcine Benayada 46e · 10 • Sofiane Feghouli 46e · 21 • Mohamed El Amine Amoura 59e · 14 • Hicham Boudaoui 68e · 19 • Adem Zorgane 68e · |  |
| Sélectionneur : |  |
| Djamel Belmadi |  |

| Titulaires : |  |
| |  |
| 1 • Innocent Hankuye · 2 • Yabe Siad Isman · 15 • Youssouf Batio 31e · 16 • Abdulkader Dabar 68e · 6 • Warsama Hassan · 5 • Saleh Hassan · 3 • Ali Youssouf Farada 23e · 4 • Ibrahim Warasama · 18 • Samuel Akinbinu 90e · 13 • Mahamoud Elabeh 89e · 9 • Mahdi Houssein Mahabeh · |  |
| Remplaçants : |  |
| 17 • Moussa Hamadou 68e · 21 • Youssouf Ahmed 89e · 19 • Sabri Ali 90e · |  |
| Sélectionneur : |  |
| Mohamed Meraneh Hassan |  |

| Titulaires : |  |
| |  |
| 16 • Alexandre Oukidja · 2 • Aïssa Mandi · 17 • Abdelkader Bedrane 62e · 23 • Réda Halaïmia 46e 13e · 15 • Ayoub Abdellaoui · 19 • Adem Zorgane · 22 • Ismaël Bennacer 46e · 10 • Sofiane Feghouli · 11 • Saïd Benrahma · 8 • Youcef Belaïli 62e · 9 • Baghdad Bounedjah 46e · |  |
| Remplaçants : |  |
| 7 • Riyad Mahrez 46e · 13 • Islam Slimani 46e · 6 • Houcine Benayada 46e · 4 • Djamel Benlamri 62e · 18 • Adam Ounas 62e · |  |
| Sélectionneur : |  |
| Djamel Belmadi |  |

| Titulaires : |  |
| |  |
| 1 • Innocent Hankuye · 2 • Yabe Siad Isman · 15 • Youssouf Batio 31e · 16 • Abdulkader Dabar 68e · 6 • Warsama Hassan · 5 • Saleh Hassan · 3 • Ali Youssouf Farada 23e · 4 • Ibrahim Warasama · 18 • Samuel Akinbinu 90e · 13 • Mahamoud Elabeh 89e · 9 • Mahdi Houssein Mahabeh · |  |
| Remplaçants : |  |
| 17 • Moussa Hamadou 68e · 21 • Youssouf Ahmed 89e · 19 • Sabri Ali 90e · |  |
| Sélectionneur : |  |
| Mohamed Meraneh Hassan |  |

| Titulaires : |  |
| |  |
| 16 • Alexandre Oukidja · 2 • Aïssa Mandi · 17 • Abdelkader Bedrane 62e · 23 • Réda Halaïmia 46e 13e · 15 • Ayoub Abdellaoui · 19 • Adem Zorgane · 22 • Ismaël Bennacer 46e · 10 • Sofiane Feghouli · 11 • Saïd Benrahma · 8 • Youcef Belaïli 62e · 9 • Baghdad Bounedjah 46e · |  |
| Remplaçants : |  |
| 7 • Riyad Mahrez 46e · 13 • Islam Slimani 46e · 6 • Houcine Benayada 46e · 4 • Djamel Benlamri 62e · 18 • Adam Ounas 62e · |  |
| Sélectionneur : |  |
| Djamel Belmadi |  |

| Titulaires : |  |
| |  |
| 23 • Raïs M'Bolhi · 2 • Aïssa Mandi · 4 • Djamel Benlamri · 16 • Houcine Benayada · 21 • Ramy Bensebaini · 6 • Ramiz Zerrouki · 22 • Ismaël Bennacer 89e · 7 • Riyad Mahrez · 8 • Youcef Belaïli 69e · 9 • Baghdad Bounedjah 46e · 13 • Islam Slimani · |  |
| Remplaçants : |  |
| 10 • Sofiane Feghouli 46e · 11 • Saïd Benrahma 69e · 17 • Abdelkader Bedrane 89e · |  |
| Sélectionneur : |  |
| Djamel Belmadi |  |

| Titulaires : |  |
| |  |
| 16 • Hervé Koffi · 4 • Edmond Tapsoba · 14 • Issoufou Dayo · 9 • Issa Kaboré · 15 • Steeve Yago · 20 • Gustavo Sangaré · 12 • Adama Guira · 22 • Blati Touré · 17 • Zakaria Sanogo 78e · 21 • Cyrille Bayala 78e · 10 • Aboubacar Ouattara 61e · |  |
| Remplaçants : |  |
| 19 • Hassane Bandé 61e · 13 • Lamine Ouattara 78e · 7 • Eric Traoré 78e · |  |
| Sélectionneur : |  |
| Kamou Malo |  |

| Titulaires : |  |
| |  |
| 23 • Raïs M'Bolhi · 2 • Aïssa Mandi · 4 • Djamel Benlamri · 16 • Houcine Benayada · 21 • Ramy Bensebaini · 6 • Ramiz Zerrouki · 22 • Ismaël Bennacer 89e · 7 • Riyad Mahrez · 8 • Youcef Belaïli 69e · 9 • Baghdad Bounedjah 46e · 13 • Islam Slimani · |  |
| Remplaçants : |  |
| 10 • Sofiane Feghouli 46e · 11 • Saïd Benrahma 69e · 17 • Abdelkader Bedrane 89e · |  |
| Sélectionneur : |  |
| Djamel Belmadi |  |

| Titulaires : |  |
| |  |
| 16 • Hervé Koffi · 4 • Edmond Tapsoba · 14 • Issoufou Dayo · 9 • Issa Kaboré · 15 • Steeve Yago · 20 • Gustavo Sangaré · 12 • Adama Guira · 22 • Blati Touré · 17 • Zakaria Sanogo 78e · 21 • Cyrille Bayala 78e · 10 • Aboubacar Ouattara 61e · |  |
| Remplaçants : |  |
| 19 • Hassane Bandé 61e · 13 • Lamine Ouattara 78e · 7 • Eric Traoré 78e · |  |
| Sélectionneur : |  |
| Kamou Malo |  |

## Statistiques

### Temps de jeu des joueurs
| Joueurs                                         |                 |                 |                 |                 |                 |                 |                 |                 |                 |                 |                 |
| Gardiens de but                                 | Gardiens de but | Gardiens de but | Gardiens de but | Gardiens de but | Gardiens de but | Gardiens de but | Gardiens de but | Gardiens de but | Gardiens de but | Gardiens de but | Gardiens de but |
| ----------------------------------------------- | --------------- | --------------- | --------------- | --------------- | --------------- | --------------- | --------------- | --------------- | --------------- | --------------- | --------------- |
| Raïs M'Bolhi (Ettifaq FC)                       | 90              |                 |                 | 90              | 90              | 90              | 90              | 90              | 90              |                 | 90              |
| Alexandre Oukidja (FC Metz)                     |                 | 90              | 90              |                 |                 |                 |                 |                 |                 | 90              |                 |
| Défenseurs                                      |                 |                 |                 |                 |                 |                 |                 |                 |                 |                 |                 |
| Mehdi Tahrat (Abha Club)                        | 90              |                 |                 |                 |                 |                 |                 |                 |                 |                 |                 |
| Djamel Benlamri (Olympique lyonnais) (Qatar SC) | 90              | 78              | 14              | 90              | 90              | 61              | 90              |                 |                 | 28              | 90              |
| Houcine Benayada (ES Sahel)                     | 90              |                 |                 |                 |                 |                 |                 |                 | 44              | 44              | 90              |
| Ayoub Abdellaoui (FC Sion)                      | 90              |                 | 76              |                 |                 |                 |                 |                 |                 | 90              |                 |
| Aïssa Mandi (Betis Séville) (Villarreal)        |                 | 71              |                 | 90              | 90              | 90              | 90              | 90              | 90              | 90              | 90              |
| Ramy Bensebaini (Borussia M’gladbach)           |                 | 90              | 14              | 90              | 90              | 90              | 59              |                 |                 |                 | 90              |
| Mehdi Zeffane (Krylia Sovetov Samara)           |                 | 90              |                 | 90              |                 | 90              | 90              |                 |                 |                 |                 |
| Abdelkader Bedrane (ES Tunis)                   |                 | 19              | 90              |                 |                 |                 |                 | 90              | 90              | 62              | 1               |
| Naoufel Khacef (CD Tondela)                     |                 | 12              |                 |                 |                 |                 | 31              |                 |                 |                 |                 |
| Ahmed Touba (RKC Waalwijk)                      |                 |                 | 76              |                 |                 | 29              |                 |                 |                 |                 |                 |
| Youcef Atal (OGC Nice)                          |                 |                 | 90              |                 | 90              |                 |                 | 90              | 46              |                 |                 |
| Mohamed Farès (Genoa CFC)                       |                 |                 |                 |                 |                 |                 |                 | 90              | 90              |                 |                 |
| Réda Halaïmia (K Beerschot VA)                  |                 |                 |                 |                 |                 |                 |                 |                 |                 | 46              |                 |
| Milieux de terrain                              |                 |                 |                 |                 |                 |                 |                 |                 |                 |                 |                 |
| Mehdi Abeid (Al Nasr Dubaï)                     | 60              |                 |                 | 5               | 1               |                 |                 |                 |                 |                 |                 |
| Adlène Guedioura (Al-Gharafa SC)                | 60              |                 |                 | 69              | 8               |                 |                 |                 |                 |                 |                 |
| Youcef Belaïli (Qatar SC)                       | 90              | 29              | 22              | 69              | 82              | 61              | 68              | 28              | 90              | 62              | 69              |
| Rachid Ghezzal (Beşiktaş JK)                    | 46              |                 | 68              |                 | 1               |                 |                 |                 |                 |                 |                 |
| Ramiz Zerrouki (FC Twente)                      | 30              | 90              |                 | 85              | 82              | 70              | 90              | 78              | 68              |                 | 90              |
| Haris Belkebla (Stade brestois)                 | 30              |                 | 90              | 21              | 90              |                 | 31              |                 |                 |                 |                 |
| Farid Boulaya (FC Metz)                         | 23              | 29              | 59              |                 |                 |                 |                 |                 |                 |                 |                 |
| Ismaël Bennacer (AC Milan)                      |                 | 61              |                 |                 |                 | 46              | 90              | 78              | 68              | 46              | 89              |
| Sofiane Feghouli (Galatasaray SK)               |                 | 90              | 90              |                 | 89              |                 | 59              | 62              | 44              | 90              | 44              |
| Riyad Mahrez (Manchester City)                  |                 | 90              |                 | 85              | 89              | 90              | 90              | 78              | 90              | 44              | 90              |
| Saïd Benrahma (West Ham United)                 |                 | 61              | 22              | 5               |                 | 29              | 22              | 90              |                 | 90              | 21              |
| Zinedine Ferhat (Nîmes Olympique)               |                 |                 | 68              | 9               |                 |                 |                 |                 |                 |                 |                 |
| Adam Ounas (FC Crotone)(SSC Naples)             |                 |                 | 31              | 21 81           | 8               |                 |                 |                 |                 | 28              |                 |
| Hicham Boudaoui (OGC Nice)                      |                 |                 |                 | 45              |                 | 44              |                 | 12              | 22              |                 |                 |
| Adem Zorgane (Charleroi SC)                     |                 |                 |                 |                 |                 | 20              |                 | 12              | 22              | 90              |                 |
| Attaquants                                      |                 |                 |                 |                 |                 |                 |                 |                 |                 |                 |                 |
| Baghdad Bounedjah (Al Sadd SC)                  | 67              | 29              | 31              | 90              | 60              | 61              | 22              | 67              | 59              | 46              | 46              |
| Islam Slimani (Olympique lyonnais)              | 90              | 61              | 59              | 45              | 30              | 90              | 68              | 23              | 46              | 44              | 90              |
| Hillal Soudani (Al-Fateh SC)                    | 44              |                 |                 |                 |                 |                 |                 |                 |                 |                 |                 |
| Oussama Darfalou (Vitesse Arnhem)               | 0               |                 |                 |                 |                 |                 |                 |                 |                 |                 |                 |
| Andy Delort (OGC Nice)                          |                 |                 |                 |                 |                 | 29              |                 |                 |                 |                 |                 |
| Mohamed El Amine Amoura(FC Lugano)              |                 |                 |                 |                 |                 |                 |                 | 12              | 31              |                 |                 |

- Les nombres présents dans chaque case de la matrice représentent le nombre de minutes jouées par le joueur lors de ce match (0 signifie que le joueur est entré pendant le temps additionnel).

### Buteurs
9 buts          
- Islam Slimani ( Zambie × 2) ( Djibouti × 4) ( Niger × 2) ( Djibouti)

8 buts         
- Riyad Mahrez ( Botswana)  ( Mali)  ( Tunisie)  ( Djibouti) ( Niger × 2) ( Niger) ( Burkina Faso)

6 buts       
- Sofiane Feghouli ( Botswana)  ( Mauritanie × 2) ( Burkina Faso)  ( Djibouti) ( Burkina Faso)

5 buts      
- Baghdad Bounedjah ( Botswana)  ( Mauritanie)  ( Tunisie)  ( Djibouti)  ( Niger)

2 buts   
- Aïssa Mandi ( Botswana)  ( Niger)

1 but  
- Rachid Ghezzal ( Zambie)
- Farid Boulaya ( Botswana)
- Adam Ounas ( Mauritanie)
- Ramy Bensebaini ( Djibouti)
- Ramiz Zerrouki ( Djibouti)
- Ismaël Bennacer ( Niger)
- Youcef Belaïli ( Djibouti)
- Saïd Benrahma ( Djibouti)

Contre son camp  (csc)
- Youssouf Oumarou
- Zakariya Souleymane

### Passeurs décisifs
10 passes 
- Youcef Belaïli
  -  Botswana : à Baghdad Bounedjah 
  -  Botswana : à Farid Boulaya 
  -  Mauritanie : à Baghdad Bounedjah 
  -  Mali : à Riyad Mahrez 
  -  Tunisie : à Baghdad Bounedjah 
  -  Tunisie : à Riyad Mahrez 
  -  Djibouti : à Islam Slimani 
  -  Djibouti : à Islam Slimani 
  -  Burkina Faso : à Riyad Mahrez 
  -  Burkina Faso : à Sofiane Feghouli

3 passes 
- Islam Slimani
  -  Zambie : à Rachid Ghezzal
  -  Mauritanie : à Sofiane Feghouli
  -  Burkina Faso : à Sofiane Feghouli
- Riyad Mahrez
  -  Botswana : à Sofiane Feghouli 
  -  Djibouti : à Islam Slimani 
  -  Niger : à Baghdad Bounedjah
- Baghdad Bounedjah
  -  Zambie : à Islam Slimani 
  -  Niger : à Riyad Mahrez 
  -  Djibouti : à Youcef Belaïli

2 passes 
- Mehdi Zeffane
  -  Botswana : à Aïssa Mandi
  -  Djibouti : à Riyad Mahrez
- Adem Zorgane
  -  Niger : à Islam Slimani
  -  Djibouti : à Saïd Benrahma

1 passe 
- Rachid Ghezzal
  -  Zambie : à Islam Slimani
- Ahmed Touba
  -  Mauritanie : à Sofiane Feghouli
- Haris Belkebla
  -  Mauritanie : à Adam Ounas
- Youcef Atal
  -  Niger : à Islam Slimani
- Sofiane Feghouli
  -  Niger : à Ismaël Bennacer
- Saïd Benrahma
  -  Djibouti : à Sofiane Feghouli

### Cartons jaunes
3 cartons jaunes   
- Adlène Guedioura (65e  Mali)  (83e, 88e  Tunisie)
- Djamel Benlamri (67e  Mali)  (78e  Tunisie)  (34e  Djibouti)

2 cartons jaunes  
- Youcef Belaïli (35e  Zambie)  (74e  Tunisie)
- Riyad Mahrez (45e  Mali)  (85e  Tunisie)
- Ramy Bensebaini (80e  Mauritanie)  (22e  Burkina Faso)
- Youcef Atal (58e  Tunisie)  (45e  Niger)

1 carton jaune 
- Ismaël Bennacer (30e  Botswana)
- Sofiane Feghouli (77e  Botswana)
- Ahmed Touba (68e  Mauritanie)
- Raïs M'Bolhi (45e  Tunisie)
- Ramiz Zerrouki (31e  Niger)
- Réda Halaïmia (13e  Djibouti)

### Cartons rouges
1 carton rouge 
- Adlène Guedioura  (88e  Tunisie)

## Maillot
L'équipe d'Algérie porte en 2021 un maillot confectionné par l'équipementier Adidas.
| Couleurs | Blanc et Vert |           |           |           |
| Marque   | Adidas        |           |           |           |
| Domicile | Extérieur     | Gardien 1 | Gardien 2 | Gardien 3 |

## Aspects socio-économiques

### Audiences télévisuelles
| Jour de diffusion | Match                  | Compétition                              | Diffuseur          |
| ----------------- | ---------------------- | ---------------------------------------- | ------------------ |
| 25 mars 2021      | Zambie – Algérie       | Qualifications à la Coupe d'Afrique 2021 | BeIn Sports        |
| 29 mars 2021      | Algérie – Botswana     | Qualifications à la Coupe d'Afrique 2021 | ENTV BeIn Sports   |
| 3 juin 2021       | Algérie – Mauritanie   | Amical                                   | ENTV               |
| 6 juin 2021       | Algérie – Mali         | Amical                                   | ENTV               |
| 11 juin 2021      | Tunisie – Algérie      | Amical                                   | El Wataniya 1 ENTV |
| 2 septembre 2021  | Algérie – Djibouti     | Qualifications à la Coupe du monde 2022  | ENTV               |
| 7 septembre 2021  | Burkina Faso – Algérie | Qualifications à la Coupe du monde 2022  | ENTV               |
| 8 octobre 2021    | Algérie – Niger        | Qualifications à la Coupe du monde 2022  | ENTV               |
| 12 octobre 2021   | Niger – Algérie        | Qualifications à la Coupe du monde 2022  | ENTV               |
| 12 novembre 2021  | Djibouti – Algérie     | Qualifications à la Coupe du monde 2022  | ENTV               |
| 16 novembre 2021  | Algérie – Burkina Faso | Qualifications à la Coupe du monde 2022  | ENTV               |